# Andrzej B. Biernacki
Andrzej Bolesław Biernacki – polski archeolog, badacz antyku i wczesnego Bizancjum. Pracuje w Instytucie Historii Uniwersytetu im. Adama Mickiewicza w Poznaniu. Zajmuje się archeologią antyczną – architekturą i urbanistyką. 

## Życiorys
Od 1982 jest doktorem nauk historycznych (Temat pracy: Rozwój przestrzenny rzymskiego i wczesnobizantyjskiego miasta Diocletianopolis (Hisar)). Prowadził badania w rzymskim obozie legionowym w Novae, Chersonezie Taurydzkim (Sewastopol). Jest kierownikiem Międzynarodowej Interdyscyplinarnej Ekspedycji Archeologicznej UAM „Novae” i międzynarodowych polsko-ukraińskich projektów naukowo-badawczych „Topografia i architektura Chersonezu Taurydzkiego”.

## Wybrane publikacje
- Late Roman and Early Byzantine cities on the Lower Danube : from the 4th to the 6th Century A.D. : International Conference, Poznań, Poland 15-17 November 1995: studies and materials, ed. by Andrzej B. Biernacki and Piotr Pawlak, Poznań: Instytut Historii Uniwersytetu im. Adama Mickiewicza 1997.
- Wczesnobizantyjskie budowle sakralne Chersonezu Taurydzkiego = Rannevizantijskie sakral'nye postrojki Hersonesa Tavričeskogo, pod red. Andrzeja B. Biernackiego, Eleny J. Kleniny i Stanisława G. Ryżowa, Poznań: Wydawnictwo Poznańskie 2004.
- The coin hoard from the thermae legionis and the monetary circulation in Novae 330-348, ad Andrzej B. Biernacki, Kamen D. Dimitrov, Terracotta oil lamps : from the excavations of the Adam Mickiewicz University, International Interdisciplinary Archeological Expedition at Novae (Moesia Inferior): seasons 1960-1997, Bożena Stawoska-Jundziłł, tł. na ang. K. D. Dimitrov, Iwona Zych, Przemysław Znaniecki, Poznań: Instytut Historii Uniwersytetu im. A. Mickiewicza 2008.
- Wczesnobizantyjskie elementy i detale architektoniczne Chersonezu Taurydzkiego, Poznań: Wydawnictwo Poznańskie 2009.
- (współautor: Tadeusz Sarnowski), Novae: an archaeological guide to a Roman legionary fortress and early Byzantine town on the lower Danube (Bulgaria), Warszawa: Institute of Archaeology University of Warsaw 2012.
- Biskupstwo w Novae (Moesia Secunda) IV-VI w Historia -Architektura – Życie codzienne, 1-2, Poznań: Wydawnictwo Poznańskie 2013.
- А.Б.Бернацки, Е.Кленина, КВАРТАЛ 55 С ПЯТИАПСИДНЫМ ХРАМОМ (IV/III В. ДО Н.Э. – XIV В. Н.Э.) В ХЕРСОНЕСЕ ТАВРИЧЕСКОМ. TOM.III. ПОВСЕДНЕВНАЯ ЖИЗНЬ., The Ouarter 55 with a Five-Apse Church (4th/3rd C BC - 14th C AD) in Tauric Chersonesos, Vol.III, Everyday Life, Poznań 2016, pp.406.
- The Large Legionary Thermae in Novae (Moesia Inferior) ( 2nd – 4th centuries A.D.) with participation M.Budzyńska, E.Gencheva,A.Jasiewicz, E.Yu.Klenina, S.Mihaylov, Ł.Różycki, P.Vladkova., seria: A.B.Biernacki, E.YU. Klenina (red.) Novae.Studies and Materials vol.V, Instytut Historii UAM, Poznań 2016, ss. 536,